# Briefmarken-Jahrgang 1977 der Deutschen Post der DDR
Der Briefmarken-Jahrgang 1977 der Deutschen Post der Deutschen Demokratischen Republik umfasste 71 einzelne Sondermarken, fünf Briefmarkenblocks mit gesamt sechs Sondermarken und drei Kleinbogen mit zusammen acht Sondermarken. Fünf Briefmarken wurden zusammenhängend gedruckt; dabei gab es ein Paar mit innenliegendem Zierfeld. Einige Motive gab es als sowohl als Einzelmarken als auch als Kleinbogen. Dauermarken wurden in diesem Jahrgang nicht ausgegeben. Insgesamt erschienen 88 Motive.
Alle Briefmarken-Ausgaben seit 1964 sowie die 2-Mark-Werte der Dauermarkenserie Präsident Wilhelm Pieck und die bereits seit 1961 erschienene Dauermarkenserie Staatsratsvorsitzender Walter Ulbricht waren ursprünglich unbegrenzt frankaturgültig. Mit der Wiedervereinigung verloren alle Marken nach dem 2. Oktober 1990 ihre Gültigkeit.
Dauermarken wurden in diesem Jahrgang nicht ausgegeben

## Liste der Ausgaben und Motive
Legende
- Bild: Eine bearbeitete Abbildung der genannten Marke. Das Verhältnis der Größe der Briefmarken zueinander ist in diesem Artikel annähernd maßstabsgerecht dargestellt. Sollten keine Marken abgebildet sein, liegt es daran, dass das Urheberrecht des Künstlers noch nicht erloschen ist.
- Beschreibung: Eine Kurzbeschreibung des Motivs und/oder des Ausgabegrundes. Bei ausgegebenen Serien oder Blocks werden die zusammengehörigen Beschreibungen mit einer Markierung versehen eingerückt.
- Wert: Der Frankaturwert der einzelnen Marke in Pfennig. Ein „+“ bedeutet, dass es sich um eine Zuschlagsmarke handelt (= Frankaturwert + Spende).
- Ausgabedatum: Das Datum des erstmaligen Verkaufs dieser Briefmarke.
- Auflage: Soweit bekannt, wird hier die zum Verkauf angebotene Anzahl dieser Ausgabe angegeben.
- Entwurf: Soweit bekannt, wird hier angegeben, von wem der Entwurf dieser Marke stammt.
- Mi.-Nr.: Diese Briefmarke wird im Michel-Katalog unter der entsprechenden Nummer gelistet.

| Sondermarken | |       |                       |            |                                       |         |
| Bild         | Beschreibung | Wert  | Ausgabe- datum (1977) | Auflage    | Entwurf                               | Mi.-Nr. |
|              | Bedeutende Persönlichkeiten (IV) - Arnold Zweig (1887–1968), Schriftsteller, im Hintergrund Zitat | 10    | 8. Februar            | 15.000.000 | Gerhard Stauf                         | 2199    |
|              | - Otto von Guericke (1602–1686), Staatsmann und Physiker, im Hintergrund Magdeburger Halbkugeln | 20    | 8. Februar            | 8.000.000  | Gerhard Stauf                         | 2200    |
|              | - Albrecht Daniel Thaer (1752–1828), Arzt und Landwirt, im Hintergrund landwirtschaftliche Symbole | 35    | 8. Februar            | 4.500.000  | Gerhard Stauf                         | 2201    |
|              | - Gustav Hertz (1887–1975), Physiker und Nobelpreisträger, im Hintergrund Teil eines Schemas einer Anlage zur Trennung von Isotopen durch Diffusion                                                    | 40    | 8. Februar            | 2.100.000  | Gerhard Stauf                         | 2202    |
|              | Naturdenkmäler - Der Spring; Karstquelle bei Plaue | 10    | 24. Februar           | 15.000.000 | Joachim Rieß                          | 2203    |
|              | - Kleine Orgel; Sandsteinsäulen bei Jonsdorf | 20    | 24. Februar           | 8.000.000  | Joachim Rieß                          | 2204    |
|              | - Tausendjährige Ivenacker Eichen bei Stavenhagen | 25    | 24. Februar           | 5.000.000  | Joachim Rieß                          | 2205    |
|              | - Steinerne Rose; bei Saalburg | 35    | 24. Februar           | 4.500.000  | Joachim Rieß                          | 2206    |
|              | - Rauenscher Stein; Findling bei Fürstenwalde | 50    | 24. Februar           | 2.100.000  | Joachim Rieß                          | 2207    |
|              | Leipziger Frühjahrsmesse - Messehaus am Markt, Leipzig, Buchmesse | 10    | 8. März               | 8.000.000  | Jochen Bertholdt                      | 2208    |
|              | - Anlage zum Gießen und Walzen von Aluminiumbreitband im VEB Leichtmetallwerk Nachterstedt | 25    | 8. März               | 4.500.000  | Jochen Bertholdt                      | 2209    |
|              | Historische sorbische Trachten - Senftenberg | 10    | 22. März              | 15.000.000 | Hans Detlefsen                        | 2210    |
|              | - Bautzen | 20    | 22. März              | 8.000.000  | Hans Detlefsen                        | 2211    |
|              | - Klitten | 25    | 22. März              | 5.000.000  | Hans Detlefsen                        | 2212    |
|              | - Nochten | 35    | 22. März              | 4.500.000  | Hans Detlefsen                        | 2213    |
|              | - Muskau | 70    | 22. März              | 2.100.000  | Hans Detlefsen                        | 2214    |
|              | Bedeutende Persönlichkeiten (V) Carl Friedrich Gauß (1777–1855), Mathematiker, Astronom und Physiker, im Hintergrund Siebzehneck mit Zirkel und gleichschenkligem Dreieck                              | 20    | 19. April             | 8.000.000  | Gerhard Stauf                         | 2215    |
|              | Internationale Radfernfahrt für den Frieden Warschau-Berlin-Prag Die folgenden drei Marken wurden als Zusammendruck ausgegeben: - Radwechsel                                                           | 10    | 19. April             | 3.000.000  | Berthold Lindner und Robert Diedrichs | 2216    |
|              | - Spurt | 20    | 19. April             | 3.000.000  | Berthold Lindner und Robert Diedrichs | 2217    |
|              | - Zieldurchfahrt | 35    | 19. April             | 3.000.000  | Berthold Lindner und Robert Diedrichs | 2218    |
|              | Kongreß des Freien Deutschen Gewerkschaftsbundes (FDGB), Berlin Fahnen, symbolischer Händedruck | 20    | 3. Mai                | 8.100.000  | Lothar Grünewald                      | 2219    |
|              | 25 Jahre Gesellschaft für Sport und Technik (GST) - Schießen | 10    | 17. Mai               | 8.000.000  | Ekkehart Haller                       | 2220    |
|              | - Tauchen | 20    | 17. Mai               | 8.000.000  | Ekkehart Haller                       | 2221    |
|              | - Modellbau | 35    | 17. Mai               | 2.100.000  | Ekkehart Haller                       | 2222    |
|              | Weltfernmeldetag Kanalumsetzerschrank VKM mit mechanischen Filtern; Emblem des Internationalen Fernmeldevereins (UIT)                                                                                  | 20    | 17. Mai               | 8.000.000  | Jochen Bertholdt                      | 2223    |
|              | Alte Musikinstrumente aus dem Vogtland - Akkordeon (um 1900) | 10    | 14. Juni              | 8.000.000  | Dietrich Dorfstecher                  | 2224    |
|              | - Diskant-Gambe (1747) | 20    | 14. Juni              | 8.000.000  | Dietrich Dorfstecher                  | 2225    |
|              | - Oboe (1785), Klarinette (1830), Querflöte (1817) | 25    | 14. Juni              | 5.000.000  | Dietrich Dorfstecher                  | 2226    |
|              | - Konzert-Zither (1891) | 35    | 14. Juni              | 4.500.000  | Dietrich Dorfstecher                  | 2227    |
|              | - Trompete (1860) | 70    | 14. Juni              | 2.100.000  | Dietrich Dorfstecher                  | 2228    |
|              | 400. Geburtstag von Peter Paul Rubens - Bathseba am Springbrunnen | 10    | 28. Juni              | 8.000.000  | Horst Naumann                         | 2229    |
|              | - Merkur und Argus | 15    | 28. Juni              | 5.000.000  | Horst Naumann                         | 2230    |
|              | - Der trunkene Herkules | 20    | 28. Juni              | 8.000.000  | Horst Naumann                         | 2231    |
|              | - Dianas Heimkehr von der Jagd | 25    | 28. Juni              | 4.500.000  | Horst Naumann                         | 2232    |
|              | - Die Alte mit dem Kohlenbecken | 35    | 28. Juni              | 4.500.000  | Horst Naumann                         | 2233    |
|              | - Leda mit dem Schwan | 50    | 28. Juni              | 2.100.000  | Horst Naumann                         | 2234    |
|              | 30 Jahre Gesellschaft für Deutsch-Sowjetische Freundschaft Diese Marke wurde als Briefmarkenblock ausgegeben: Goldene Ehrennadel der DSF                                                               | 50    | 28. Juni              | 2.100.000  | Müller                                | 2235    |
|              | Moderne Technik in der Landwirtschaft - Traktor T-150K mit Pflug 6 PHX-35 | 10    | 12. Juli              | 8.100.000  | Detlef Glinski                        | 2236    |
|              | - Düngerstreuer DO 32/N auf LKW IFA W50 | 20    | 12. Juli              | 8.100.000  | Detlef Glinski                        | 2237    |
|              | - Kartoffel-Rodelader E 684 | 25    | 12. Juli              | 5.100.000  | Detlef Glinski                        | 2238    |
|              | - Hochdrucksammelpresse K 453 | 35    | 12. Juli              | 4.500.000  | Detlef Glinski                        | 2239    |
|              | - Melkkarussell M 693-40 | 50    | 12. Juli              | 2.100.000  | Detlef Glinski                        | 2240    |
|              | VI. Turn- und Sportfest; VI. Kinder- und Jugendspartakiade, Leipzig - Hochsprung | 5     | 19. Juli              | 5.000.000  | Ralf-Jürgen Lehmann                   | 2241    |
|              | - Meilenlauf | 10+5  | 19. Juli              | 4.000.000  | Ralf-Jürgen Lehmann                   | 2242    |
|              | - Hürdenlauf | 20    | 19. Juli              | 8.000.000  | Ralf-Jürgen Lehmann                   | 2243    |
|              | - Rhythmische Sportgymnastik | 25+5  | 19. Juli              | 4.000.000  | Ralf-Jürgen Lehmann                   | 2244    |
|              | - Tanz | 35    | 19. Juli              | 4.500.000  | Ralf-Jürgen Lehmann                   | 2245    |
|              | - Fackelläufer, Rote Fahnen | 40    | 19. Juli              | 2.100.000  | Ralf-Jürgen Lehmann                   | 2246    |
|              | Internationale Briefmarkenausstellung sozialistischer Länder SOZPHILEX 1977, Berlin (II) Diese Marke wurde auch als Kleinbogen ausgegeben: - Brot für alle (Detail), Gemälde von Wolfram Schubert      | 10    | 16. August            | 16.400.000 | Horst Naumann                         | 2247    |
|              | Diese Marke wurde auch als Kleinbogen ausgegeben: - ...wenn Kommunisten träumen (Detail), Gemälde von Walter Womacka                                                                                   | 25    | 16. August            | 12.000.000 | Horst Naumann                         | 2248    |
|              | Diese Marke wurde als Briefmarkenblock ausgegeben: - Weltjugendlied, Gemälde von Lothar Zitzmann | 50+20 | 16. August            | 2.100.000  | Horst Naumann                         | 2249    |
|              | Leipziger Herbstmesse - Konsument-Warenhaus und Fußgängerbrücke, Leipzig | 10    | 30. August            | 8.000.000  | Paul Reißmüller                       | 2250    |
|              | - Kunstgewerbe aus Glas und Holz; Exponate aus der „expertic“-Serie | 25    | 30. August            | 4.500.000  | Paul Reißmüller                       | 2251    |
|              | 100. Geburtstag von Felix Edmundowitsch Dserschinski Diese und die folgende Marke wurden als Briefmarkenblock ausgegeben: - F. Dserschinski, Junge Pioniere                                            | 20    | 6. September          | 2.800.000  | Gerhard Stauf                         | 2252    |
|              | - F. Dserschinski, sowjetischer Politiker | 35    | 6. September          | 2.800.000  | Gerhard Stauf                         | 2253    |
|              | Verkehrsmuseum Dresden - Älteste Original-Dampflokomotive in der DDR „Muldenthal“ (1861) | 5     | 13. September         | 4.500.000  | Hans Detlefsen                        | 2254    |
|              | - Ältester elektrischer Straßenbahntriebwagen von Dresden (1896) | 10    | 13. September         | 15.000.000 | Hans Detlefsen                        | 2255    |
|              | - Erstes flugfähiges deutsches Motorflugzeug von Hans Grade (1909) | 20    | 13. September         | 8.000.000  | Hans Detlefsen                        | 2256    |
|              | - Phänomobil-Dreiradwagen | 25    | 13. September         | 5.000.000  | Hans Detlefsen                        | 2257    |
|              | - Erstes Personendampfschiff auf der Oberelbe „Königin Maria“ (1837) | 35    | 13. September         | 2.100.000  | Hans Detlefsen                        | 2258    |
|              | 60. Jahrestag der Oktoberrevolution in Rußland - Kreuzer Aurora | 10    | 20. September         | 8.000.000  | Manfred Gottschall                    | 2259    |
|              | - Sturm auf das Winterpalais | 25    | 20. September         | 4.500.000  | Manfred Gottschall                    | 2260    |
|              | Diese Marke wurde als Briefmarkenblock ausgegeben: - Lenin, russischer revolutionärer Staatsmann | 1 M   | 20. September         | 2.200.000  | Manfred Gottschall                    | 2261    |
|              | Internationale Mahn- und Gedenkstätten: Sowjetisches Ehrenmal Berlin-Schönholz Sowjetisches Ehrenmal (Schönholzer Heide)                                                                               | 35    | 20. September         | 3.500.000  | Joachim Rieß                          | 2262    |
|              | Internationale Solidarität Faust mit Flammenschale | 10+5  | 18. Oktober           | 3.500.000  | Platzer                               | 2263    |
|              | Persönlichkeiten der deutschen Arbeiterbewegung (VI) - Ernst Meyer (1887–1930), KPD-Vorsitzender | 10    | 18. Oktober           | 12.000.000 | Gerhard Stauf                         | 2264    |
|              | - August Frölich (1877–1966), Leitender Staatsminister von Thüringen | 10    | 18. Oktober           | 12.000.000 | Gerhard Stauf                         | 2265    |
|              | - Gerhart Eisler (1897–1968) | 10    | 18. Oktober           | 12.000.000 | Gerhard Stauf                         | 2266    |
|              | 200. Geburtstag von Heinrich von Kleist Diese Marke wurde als Briefmarkenblock ausgegeben: H. von Kleist, Dichter                                                                                      | 1 M   | 18. Oktober           | 2.100.000  | Paul Rosié                            | 2267    |
|              | Zentrale Messe der Meister von Morgen (MMM) Diese und die folgende Marke wurden als Zusammendruck mit einem dazwischenliegenden Zierfeld ausgegeben: - Nach rechts aufsteigende Rakete mit MMM-Schweif | 10    | 8. November           | 3.000.000  | Schütz                                | 2268    |
|              | - Nach links aufsteigende Rakete mit MMM-Schweif | 20    | 8. November           | 3.000.000  | Schütz                                | 2269    |
|              | Jagdwesen - Mufflon (Ovis musimon) | 10    | 15. November          | 15.000.000 | Horst Naumann                         | 2270    |
|              | - Rothirsch (Cervus elaphus) | 15    | 15. November          | 2.100.000  | Horst Naumann                         | 2271    |
|              | - Fasanenjagd | 20    | 15. November          | 8.000.000  | Horst Naumann                         | 2272    |
|              | - Vom Nest auffliegende Stockente, Rotfuchs | 25    | 15. November          | 4.500.000  | Horst Naumann                         | 2273    |
|              | - Traktorfahrer rettet Rehkitz | 35    | 15. November          | 4.500.000  | Horst Naumann                         | 2274    |
|              | - Wildschwein (Sus scrofa) | 70    | 15. November          | 4.500.000  | Horst Naumann                         | 2275    |
|              | Feuerwehr - Wettkampf mit Sturmleitern | 10    | 22. November          | 15.000.000 | Jochen Bertholdt                      | 2276    |
|              | - Kindergruppe besucht die Feuerwehr | 20    | 22. November          | 8.000.000  | Jochen Bertholdt                      | 2277    |
|              | - Feuerwachturm, Löschfahrzeug, Tanklöschfahrzeug | 25    | 22. November          | 5.000.000  | Jochen Bertholdt                      | 2278    |
|              | - Erste Hilfe: Künstliche Beatmung | 35    | 22. November          | 4.500.000  | Jochen Bertholdt                      | 2279    |
|              | - Feuerlöschboot im Einsatz | 50    | 22. November          | 2.100.000  | Jochen Bertholdt                      | 2280    |
|              | Märchen (XII): Sechse kommen durch die ganze Welt Diese und die folgenden fünf Marken wurden zusammen als Kleinbogen ausgegeben: - Szene aus dem Märchen                                               | 5     | 22. November          | 2.100.000  | Paul Rosié                            | 2281    |
|              | - Szene aus dem Märchen | 10    | 22. November          | 2.100.000  | Paul Rosié                            | 2282    |
|              | - Szene aus dem Märchen | 20    | 22. November          | 2.100.000  | Paul Rosié                            | 2283    |
|              | - Szene aus dem Märchen | 25    | 22. November          | 2.100.000  | Paul Rosié                            | 2284    |
|              | - Szene aus dem Märchen | 35    | 22. November          | 2.100.000  | Paul Rosié                            | 2285    |
|              | - Szene aus dem Märchen | 60    | 22. November          | 2.100.000  | Paul Rosié                            | 2286    |

### Kleinbogen und Zusammendrucke

Internationale Radfernfahrt für den Frieden Warschau-Berlin-Prag
Zentrale Messe der Meister von Morgen (MMM)